# マスク家
マスク家（Musk family）は、主にアメリカ合衆国とカナダで活動する裕福な一族である。マスクはアングロ・カナダ人、イングランド人、スイス人、オランダ人の家系である。一族は主に起業家として知られている。

## 歴史
一族の起源はイギリスにあり、16世紀にイーロンの父方の祖先がこの姓を名乗るようになった。一族は20世紀初頭から半ばにかけて南アフリカに移住したイギリス人であり、またイーロンの父方の曾祖母はフリーバーガーの子孫、母方の曾祖母はスイス出身であった。イーロンの母方の祖父は1950年頃にカナダから南アフリカに移住した。

## 著名な人物
- イーロン・マスク (Elon Musk, 1971年生) - スペースX、テスラ、TwitterのCEOを務める起業家・実業家。2022年に世界で最も裕福な人物[6]、2021年に『タイム』誌のパーソン・オブ・ザ・イヤーに選ばれた[7]。
- エロール・マスク（英語版） (Errol Musk, 1946年生[8]) - 南アフリカの電気機械エンジニア、パイロット、船乗り、コンサルタントでイーロン・マスクの父親[9]。エロールは南アフリカで不動産開発業者としてエメラルド鉱山などの立地を開発した[10]。
- ジャスティン・マスク（英語版） (Justine Musk, 旧姓: Wilson; 1972年生) - カナダの作家でイーロン・マスクの元妻[11]。
- キンバル・マスク（英語版） (Kimbal Musk, 1972年生) - 起業家、慈善家、レストラン経営者。1998年に兄のイーロン・マスクと共にZip2（英語版）を設立し、後にコンパックへ3億700万ドルで売却した。彼はビッグ・グリーン（英語版）の共同設立者・会長である[12]。
- メイ・マスク (Maye Musk, 旧姓: Haldeman; 1948年生) - モデル、栄養士。『タイム』誌の健康版、『ウーマンズデイ（英語版）』、『ヴォーグ』などの雑誌の表紙を飾った。イーロン・マスクの母親[13]。
- トスカ・マスク（英語版） (Tosca Musk, 1974年生) - 映画製作者でイーロン・マスクの妹。OTT配信プラットフォームで製作会社のパッションフリックス（英語版）の共同設立者である[14]。
- リンドン・ライブ（英語版） (Lyndon Rive, 1977年生) - 実業家。ソーラーシティ（英語版）の共同設立者であり、2017年までそのCEOを務めていた。メイ・マスクの双子の姉妹のケイ・ライブ（Kaye Rive）の息子であり、イーロン・マスクの従兄弟にあたる[15]。
- マイケル・マスク (Michael Musk 1952年生) - 皮膚科医。エロール・マスクの弟であり[16]、イーロン・マスクの叔父にあたる[17]。